# Krystyna Mirek
Krystyna Mirek – polska polonistka i pisarka, autorka literatury obyczajowej dla kobiet i kryminalnej. Wydała blisko czterdzieści powieści.

## Życiorys
Absolwentka filologii polskiej na Uniwersytecie Jagiellońskim w Krakowie, wiele lat pracowała w szkole jako nauczycielka języka polskiego. Pierwszą książkę, pt. Prom do Kopenhagi, wydała w 2011. Dużą część swoich książek tworzy w cyklach powieściowych. Kilkanaście jej powieści uzyskało status bestsellerów.
Mieszka koło Krakowa, jest mamą czwórki dzieci.

## Wydane książki[1]
- 2011: Prom do Kopenhagi
- 2012: Polowanie na motyle
- 2013: Pojedynek uczuć
- 2013: Droga do marzeń
- 2014: Miłość z jasnego nieba
- 2014: Szczęście all inclusive
- 2014: Podarunek
- 2015: Francuska opowieść
- 2015: Jabłoniowy sad, tom I - Szczęśliwy dom
- 2016: Jabłoniowy sad, tom II - Rodzinne sekrety
- 2016: Jabłoniowy sad, tom III - Spełnione marzenia
- 2016: Iga i Wiktor, tom I - Większy kawałek nieba
- 2016: Iga i Wiktor, tom II - Wszystkie kolory nieba
- 2017: Saga rodziny Cantendorf, tom I - Tajemnica zamku
- 2017: Saga rodziny Cantendorf, tom II - Cena szczęścia
- 2017: Saga rodziny Cantendorf, tom III - Prawdziwa miłość
- 2017: Słodkie życie
- 2017: Willa pod kasztanem, tom I - Światło w cichą noc
- 2018: Willa pod kasztanem, tom II - Światło o poranku
- 2018: Obca w świecie singli
- 2018: Szczęście za horyzontem
- 2018: Tylko jeden wieczór
- 2019: Miłość z błękitnego nieba
- 2019: Willa pod kasztanem, tom III - Na strunach światła
- 2019: Willa pod kasztanem, tom IV - Światło gwiazd
- 2019: Tam gdzie serce twoje
- 2019: Świąteczny sekret
- 2020: Inni mają lepiej
- 2020: Wyjdź za mnie, kochanie
- 2020: Nowy podarunek
- 2021: Jabłoniowy sad, tom IV - Niespodzianki losu
- 2021: Gdzie jest happy end?
- 2021: Pierwsza miłość

- 2021: Blizny przeszłości, tom I - Blizny przeszłości
- 2021: Blizny przeszłości, tom II - Dawne tajemnice
- 2021: Złoty płatek śniegu
- 2022: Niezwykła miłość
- 2022: Uwierz w szczęście
- 2022: Miłość, kłamstwa i sekrety
- 2022: Saga dworska, tom I - Zapach bzów
- 2022: Saga dworska, tom II - Kolor róż
- 2022: Blizny przeszłości, tom III - Cienie zła
- 2022: Dobrze, że jesteś. Otulające opowiadania zimowe
- 2023: Iga i Wiktor, tom III - Dziewczyna z mojego nieba